# Bulgarije op de Olympische Zomerspelen 1972
Bulgarije nam deel aan de Olympische Zomerspelen 1972 in München, West-Duitsland.

## Medailleoverzicht
| Sport         | Olympiër                            | Discipline                | Medaille |
| ------------- | ----------------------------------- | ------------------------- | -------- |
| Boksen        | Georgi Kostadinov                   | -51kg (m)                 | Goud     |
| Gewichtheffen | Norair Nurikian                     | -60kg (m)                 | Goud     |
| Gewichtheffen | Yordan Bikov                        | -65kg (m)                 | Goud     |
| Gewichtheffen | Andon Nikolov                       | -90kg (m)                 | Goud     |
| Worstelen     | Petar Kirov                         | -52kg Grieks-Romeins (m)  | Goud     |
| Worstelen     | Georgi Markov                       | -62kg Grieks-Romeins (m)  | Goud     |
| Atletiek      | Diana Christova-Yorgova             | verspringen (m)           | Zilver   |
| Atletiek      | Yordanka Blagoeva-Dimitrova         | hoogspringen (m)          | Zilver   |
| Boksen        | Angel Angelov                       | - 63,5kg                  | Zilver   |
| Gewichtheffen | Mladen Kutchev                      | -67,5kg (m)               | Zilver   |
| Gewichtheffen | Atanas Shopov                       | -90kg (m)                 | Zilver   |
| Gewichtheffen | Aleksandar Kraitchev                | -110kg (m)                | Zilver   |
| Worstelen     | Ognian Nikolov                      | -48kg vrije stijl (m)     | Zilver   |
| Worstelen     | Osman Duraliev                      | +100kg vrije stijl (m)    | Zilver   |
| Worstelen     | Stoyan Apostolov                    | -68kg Grieks-Romeins (m)  | Zilver   |
| Worstelen     | Aleksandr Tomov                     | +100kg Grieks-Romeins (m) | Zilver   |
| Atletiek      | Ivanka Mikailova Christova-Todorova | kogelstoten (m)           | Brons    |
| Atletiek      | Vasilka Stoeva                      | discuswerpen (m)          | Brons    |
| Kanovaren     | Fedia Damianov Ivan Burtchin        | C-2 1000m (m)             | Brons    |
| Worstelen     | Ivan Krastev                        | -62kg vrije stijl (m)     | Brons    |
| Worstelen     | Stefan Angelov                      | -48kg Grieks-Romeins (m)  | Brons    |

## Deelnemers en resultaten

### Atletiek
| Olympiër                                                     | Discipline             | Resultaat | Prestatie |
| ------------------------------------------------------------ | ---------------------- | --------- | --- |
| Mikhail Zhelev                                               | 5000m (m)              | 6e        | serie 2: niet gestart |
| Mikhail Zhelev                                               | 3000m steeplechase (m) | 6e        | serie 2: 3de in 8.35,8 finale: 12de in 9.02,6 |
| Aram Levonian                                                | 20km snelwandelen (m)  | DNS       | niet gestart |
| Ilia Popov                                                   | 50km snelwandelen (m)  | DNS       | niet gestart |
| Petar Bogdanoy                                               | 50km snelwandelen (m)  | 23e       | kwalificatie groep A: 20ste met 2,12m |
| Vassil Kroumov                                               | kogelstoten (m)        | DNS       | kwalificatie groep B: niet gestart |
| Stoyan Slavkov                                               | discuswerpen (m)       | DNS       | kwalificatie groep A: niet gestart |
| Todor Manolov                                                | kogelslingeren (m)     | 21e       | kwalificatie groep B: 11de met 65,62m |
|                                                              |                        |           | |
| Ivanka Valkova                                               | 100m (v)               | 18e       | serie 2: 2de in 11,49 kwartfinale 4: 6de in 11,48 |
| Vasilena Amzina                                              | 800m (v)               | 27e       | serie 4: 5de in 2.05,92 |
| Svetla Zlateva                                               | 800m (v)               | 18e       | serie 2: 7de in 1.58,93 (OR) halve finale 2: 2de in 2.01,66 finale: 4de in 1.59,72 |
| Vasilena Amzina                                              | 1500m (v)              | 11e       | serie 2: 2de in 4.12,85 halve finale 1: 5de in 4.09,12 |
| Tonka Petrova                                                | 1500m (v)              | 21e       | serie 4: 5de in 4.14,95 |
| Diana Yorgova Ivanka Valkova Ivanka Venkova Yordanka Yankova | 4x100m (v)             | 9e        | serie 2: 5de in 43,95 |
| Diana Yorgova                                                | verspringen (v)        | Zilver    | kwalificatie groep A: 3de met 6,32m finale: 2de met 6,77m |
| Yordanka Blagoeva                                            | hoogspringen (v)       | Zilver    | kwalificatie groep A: 1ste met 1,76m finale: 2de met 1,88m |
| Ivanka Hristova                                              | kogelstoten (v)        | Brons     | kwalificatie: 1ste met 19,20m finale: 3de met 19,35m |
| Elena Stoyanova                                              | kogelstoten (v)        | 8e        | kwalificatie: 9de met 17,70m finale: 8ste met 18,34m |
| Esfir Dolzhenko                                              | kogelstoten (v)        | 12e       | kwalificatie: 8ste met 17,78m finale: 12de met 17,86m |
| Svetla Bozhkova                                              | discuswerpen (v)       | 10e       | kwalificatie: 8ste met 56,42m finale: 10de met 56,72m |
| Vasilka Stoeva                                               | discuswerpen (v)       | Brons     | kwalificatie: 11de met 55,26m finale: 3de met 64,34m |
| Radostina Vasekova                                           | discuswerpen (v)       | 14e       | kwalificatie: 14de met 53,86m |
| Lyutvian Mollova                                             | speerwerpen (v)        | 10e       | kwalificatie: 6de met 56,30m finale: 4de met 59,36m |
| Nedyalka Angelova                                            | vijfkamp (v)           | 6e        | 100m horden: 9de in 13,84 (886 punten) kogelstoten: 8ste met 13,96m (836 punten) hoogspringen: 10de met 1,68m (915 punten) verspringen: 4de met 6,32m (975 punten) 200m: 13de in 24,58 (884 punten) totaal: 4496 punten |

### Boksen
| Olympiër           | Discipline  | Resultaat | Prestatie |
| ------------------ | ----------- | --------- | --- |
| Asen Nikolov       | -48kg (m)   | 17e       | 1ste ronde: W van JPN Aragaki: 5-0 2de ronde: V van URS Ivanov: 0-5 |
| Georgi Kostadinov  | -51kg (m)   | Goud      | 1ste ronde: vrij 2de ronde: W van PAK Balouch: knock-out 3de ronde: W van CAN Ius: 5-0 kwartfinale: W van COL Peez: 3-2 halve finale: W van POL Blazynski: 5-0 finale: W van UGA Rwabwogo: 5-0 |
| Kuncho Kunchev     | -57kg (m)   | 9e        | 1ste ronde: vrij 2de ronde: W van MGL Baatar: 5-0 3de ronde: V van COL Rojas: walk-over |
| Ivan Mihailov      | -60kg (m)   | 9e        | 1ste ronde: W van PAN Hurdley: knock-out 2de ronde: W van IRI Eghmez: 3-2 3de ronde: V van HUN Orbán: 1-4                                                                                      |
| Angel Angelov      | -63,5kg (m) | Zilver    | 1ste ronde: W van VEN Contreras: knock-out 2de ronde: W van ARG Gomez: 4-1 kwartfinale: W van THA Bantow: knock-out halve finale: W van NIG Dabore: 5-0 finale: V van USA Seales: 2-3          |
| Vladimir Kolev     | -67kg (m)   | 17e       | 1ste ronde: W van EGY Gad: 5-0 2de ronde: V van UGA Jackson: 1-4 |
| Nayden Stanchev    | -71kg (m)   | 9e        | 1ste ronde: vrij 2de ronde: W van UGA Opio: 3-2 3de ronde: V van POL Rudkowski: 0-5 |
| Georgi Stankov     | -81kg (m)   | 33e       | 1ste ronde: V van URS Anfimov: 0-5 |
| Atanas Suvandzhiev | +81kg (m)   | 33e       | 1ste ronde: V van GDR Fanghänel: knock-out |

### Gewichtheffen
| Olympiër            | Discipline  | Resultaat | Prestatie                                                                                               |
| ------------------- | ----------- | --------- | --- |
| Atanas Kiroy        | -56kg (m)   | 5e        | duwen: 7de met 117,5kg trekken: 5de met 105kg stoten: 4de met 140kg totaal: 362,5kg                     |
| Georgi Todorov      | -56kg (m)   | 8e        | duwen: 12de met 110kg trekken: 10de met 100kg stoten: 5de met 140kg totaal: 350kg                       |
| Norair Nurikyan     | -60kg (m)   | Goud      | duwen: 2de met 127,5kg (OR) trekken: 4de met 117,5kg stoten: 1ste met 157,5kg (WR) totaal: 402,5kg (WR) |
| Mladen Kuchev       | -67,5kg (m) | Zilver    | duwen: 1ste met 157,5kg (WR) trekken: 4de met 125kg stoten: 2de met 167,5kg totaal: 450kg               |
| Yordan Bikov        | -75kg (m)   | Goud      | duwen: 3de met 160kg trekken: 4de met 140kg stoten: 1ste met 185kg totaal: 485kg (WR)                   |
| Andon Nikolov       | -90kg (m)   | Goud      | duwen: 3de met 180kg trekken: 1ste met 155kg stoten: 6de met 190kg totaal: 525kg (OR)                   |
| Atanas Shopov       | -90kg (m)   | Zilver    | duwen: 4de met 180kg trekken: 7de met 145kg stoten: 3de met 192,5kg totaal: 517,5kg                     |
| Aleksandar Kraychev | -110kg (m)  | Zilver    | duwen: 2de met 197,5kg trekken: 5de met 162,5kg stoten: 5de met 202,5kg totaal: 562,5kg                 |
| Stancho Penchev     | -110kg (m)  | DNF       | duwen: geen geldige poging                                                                              |

### Kanovaren
| Olympiër                           | Discipline    | Resultaat | Prestatie                                                                     |
| ---------------------------------- | ------------- | --------- | ----------------------------------------------------------------------------- |
| Boris Lyubenov                     | C-1 1000m (m) | 6e        | serie 1: 2de in 4.32,03 finale: 6de in 4.14,65                                |
| Fedia Damianov Ivan Burtchin       | C-2 1000m (m) | Brons     | serie 2: 3de in 4.14,47 halve finale 1: 3de in 3.53,72 finale: 3de in 3.58,10 |
| Vasil Chilingrov                   | K-1 1000m (m) | DSQ       | serie 1: gediskwalificeerd                                                    |
| Vasil Chilingrov Aleksandar Donkov | K-2 1000m (m) | 9e        | serie 1: 3de in 3.45,06 halve finale 2: 3de in 3.36,39 finale: 9de in 3.45,40 |
|                                    |               |           |                                                                               |
| Natasha Petrova                    | K-1 500m (v)  | 14e       | serie 2: 7de in 2.25,49 herkansingen: 4de in 2.19,66                          |
| Petrana Koleva Natasha Petrova     | K-2 500m (v)  | 8e        | serie 1: 5de in 2.05,16 halve finale: 2de in 1.57,31 finale: 8ste in 1.59,40  |

### Moderne vijfkamp
| Olympiër                                         | Discipline  | Resultaat | Prestatie |
| ------------------------------------------------ | ----------- | --------- | --- |
| Velko Bratanov                                   | mannen      | 50e       | paardensport: 46ste in 2.45,7 (685 punten) schermen: 46ste met 23 overwinningen (658 punten) schietsport: 8ste met 192 punten (956 punten) zwemmen: 48ste in 4.04,5 (916 punten) atletiek: 40ste in 14.07,3 (1024 punten) totaal: 4339 punten |
| Angel Pepeliankov                                | mannen      | 57e       | paardensport: 16de in 2.18,4 (1060 punten) schermen: 39ste met 25 overwinningen (696 punten) schietsport: 59ste met 0 punten (0 punten) zwemmen: 21ste in 3.44,3 (1080 punten) atletiek: 12de in 13.30,2 (1135 punten) totaal: 3971 punten    |
| Georgi Stoyanov                                  | mannen      | 26e       | paardensport: 3de in 2.06,0 (1100 punten) schermen: 35ste met 27 overwinningen (734 punten) schietsport: 20ste met 189 punten (890 punten) zwemmen: 46ste in 4.01,3 (944 punten) atletiek: 39ste in 14.06,7 (1027 punten) totaal: 4695 punten |
| Velko Bratanov Angel Pepeliankov Georgi Stoyanov | team mannen | 16e       | paardensport: 12de met 2945 punten schermen: 17de met 2040 punten schietsport: 19de met 1846 punten zwemmen: 14de met 2940 punten atletiek: 11de met 3186 punten totaal: 12957 punten                                                         |

### Paardensport
| Olympiër                                                 | Discipline  | Resultaat | Prestatie |
| Eventing                                                 | Eventing    | Eventing  | Eventing |
| -------------------------------------------------------- | ----------- | --------- | --- |
| Nikola Dimitrov                                          | individueel | DNF       | dressuur: 53ste met 66,63 strafpunten crosscountry: 50ste met 301,20 strafpunten                                                                    |
| Yordan Ivanov                                            | individueel | 41e       | dressuur: 55ste met 67,00 strafpunten crosscountry: 38ste met 86 strafpunten springconcours: 39ste met 20,75 strafpunten totaal: 176,75 strafpunten |
| Gocho Milev                                              | individueel | DNF       | dressuur: 51ste met 65,67 strafpunten crosscountry: niet gefinisht                                                                                  |
| Boris Stefanov                                           | individueel | DNF       | dressuur: 34ste met 58,67 strafpunten crosscountry: niet gefinisht                                                                                  |
| Nikola Dimitrov Yordan Ivanov Gocho Milev Boris Stefanov | team        | DNF       | dressuur: 14de met 190,67 strafpunten crosscountry: 15de met 70,80 strafpunten                                                                      |

### Roeien
| Olympiër                                                             | Discipline      | Resultaat | Prestatie |
| -------------------------------------------------------------------- | --------------- | --------- | --- |
| Yordan Valchev                                                       | skiff (m)       | 8e        | serie 3: 1ste in 7.50,29 halve finale 1: 4de in 8.17,64 finale B: 2de in 7.59,55                              |
| Dimitar Valov Dimitar Yanakiev Nenko Dobrev                          | twee-met (m)    | 10e       | serie 3: 2de in 8.01,01 herkansingen: 1ste in 8.10,94 halve finale 2: 4de in 8.20,21 finale B: 4de in 8.01,86 |
| Biser Boyadzhiev Borislav Vasilev Nikolay Kolev Metodi Khalvadzhiski | vier-zonder (m) | 8e        | serie 4: 3de in 6.47,99 herkansingen: 2de in 7.02,69 halve finale 2: 6de in 7.24,93 finale B: 2de in 6.54,54  |

### Schermen
| Olympiër                                                                       | Discipline     | Resultaat | Prestatie |
| ------------------------------------------------------------------------------ | -------------- | --------- | --- |
| Stoyko Lipchev                                                                 | sabel (m)      | 25e       | 1ste ronde groep 4: 2de met 4 overwinningen 2de ronde groep 1: 5de met 1 overwinning                                                                                  |
| Anani Mikhaylov                                                                | sabel (m)      | 32e       | 1ste ronde groep 7: 4de met 3 overwinningen 2de ronde groep 2: 6de met 1 overwinning                                                                                  |
| Boris Stavrev                                                                  | sabel (m)      | 12e       | 1ste ronde groep 1: 3de met 3 overwinningen 2de ronde groep 6: 3de met 3 overwinningen kwartfinale 1: 2de met 4 overwinningen halve finale 2: 6de met 2 overwinningen |
| Khristo Khristov Stoyko Lipchev Anani Mikhaylov Valentin Nikolov Boris Stavrev | sabel team (m) | 9e        | 1ste ronde groep 1: 3de met 0 overwinningen |

### Schietsport
| Olympiër        | Discipline              | Resultaat | Prestatie                             |
| --------------- | ----------------------- | --------- | ------------------------------------- |
| Stefan Vasilev  | 50m geweer 3 houdingen  | 34e       | 1130 punten: (397-354-379)            |
| Emiliyan Vergov | 50m geweer 3 houdingen  | 13e       | 1143 punten: (392-362-388)            |
| Stefan Vasilev  | 50m geweer liggend      | 21e       | 594 punten: (99-98-99-100-99-99)      |
| Emiliyan Vergov | 50m geweer liggend      | 19e       | 594 punten: (98-100-100-97-99-100)    |
| Emiliyan Vergov | 300m geweer 3 houdingen | DNS       | niet gestart                          |
| Dencho Denev    | 50m pistool             | 11e       | 554 punten: (91-88-93-94-97-91)       |
| Ivan Mandov     | 50m pistool             | 29e       | 544 punten: (89-90-96-92-85-82)       |
| Dencho Denev    | 25m snelvuurpistool     | 7e        | 590 punten: (198-196-196)             |
| Ivan Mandov     | 25m snelvuurpistool     | 42e       | 576 punten: (198-199-179)             |
| Ratcho Kossev   | skeet                   | DNS       | niet gestart                          |
| Anton Manolov   | skeet                   | 33e       | 187 punten: (24-23-24-23-24-24-23-22) |

### Turnen
| Olympiër                                                                                        | Discipline               | Resultaat | Prestatie |
| ----------------------------------------------------------------------------------------------- | ------------------------ | --------- | --- |
| Dimitar Dimitrov                                                                                | meerkamp individueel (m) | 100e      | kwalificatie: vloer: 94ste met 16,75 punten sprong: 85ste met 17,65 punten brug met gelijke leggers: 93ste met 17,10 punten brug met ongelijke leggers: 86ste met 16,75 punten ringen: 65ste met 17,20 punten paard met bogen: 108ste met 13,50 punten totaal: 98,95 punten |
| Bozhidar Iliev                                                                                  | meerkamp individueel (m) | 97e       | kwalificatie: vloer: 100ste met 16,20 punten sprong: 106de met 16,95 punten brug met gelijke leggers: 88ste met 17,20 punten brug met ongelijke leggers: 78ste met 17,15 punten ringen: 92ste met 16,70 punten paard met bogen: 95ste met 15,10 punten totaal: 99,30 punten |
| Ivan Kondev                                                                                     | meerkamp individueel (m) | 90e       | kwalificatie: vloer: 45ste met 17,80 punten sprong: 103de met 17,20 punten brug met gelijke leggers: 78ste met 17,50 punten brug met ongelijke leggers: 104de met 15,35 punten ringen: 69ste met 17,15 punten paard met bogen: 89ste met 15,90 punten totaal: 100,90 punten |
| Dimitar Koychev                                                                                 | meerkamp individueel (m) | 83e       | kwalificatie: vloer: 78ste met 17,10 punten sprong: 109de met 16,75 punten brug met gelijke leggers: 96ste met 17,05 punten brug met ongelijke leggers: 73ste met 17,25 punten ringen: 52ste met 17,65 punten paard met bogen: 80ste met 16,40 punten totaal: 102,20 punten |
| Geno Radev                                                                                      | meerkamp individueel (m) | 70e       | kwalificatie: vloer: 74ste met 17,15 punten sprong: 83ste met 17,70 punten brug met gelijke leggers: 36ste met 18,30 punten brug met ongelijke leggers: 60ste met 17,60 punten ringen: 83ste met 16,90 punten paard met bogen: 80ste met 16,40 punten totaal: 104,05 punten |
| Stefan Zoev                                                                                     | meerkamp individueel (m) | 57e       | kwalificatie: vloer: 65ste met 17,35 punten sprong: 45ste met 18,15 punten brug met gelijke leggers: 75ste met 17,60 punten brug met ongelijke leggers: 67ste met 17,55 punten ringen: 65ste met 17,20 punten paard met bogen: 41ste met 17,75 punten totaal: 105,60 punten |
| Dimitar Dimitrov Bozhidar Iliev Ivan Kondev Dimitar Koychev Geno Radev Stefan Zoev              | meerkamp team (m)        | 15e       | vloer: 15de met 86,15 punten sprong: 15de met 87,80 punten brug met gelijke leggers: 16de met 87,85 punten brug met ongelijke leggers: 15de met 86,30 punten ringen: 13de met 86,55 punten paard met bogen: 14de met 81,70 punten totaal: 516,35 punten                     |
|                                                                                                 |                          |           | |
| Maya Blagoeva                                                                                   | meerkamp individueel (v) | 77e       | kwalificatie: vloer: 33ste met 18,05 punten sprong: 12de met 18,60 punten brug: 117de met 15,25 punten balk: 69ste met 16,90 punten totaal: 68,80 punten |
| Elena Georgieva                                                                                 | meerkamp individueel (v) | 73e       | kwalificatie: vloer: 87ste met 17,30 punten sprong: 49ste met 17,85 punten brug: 85ste met 17,05 punten balk: 72ste met 16,85 punten totaal: 69,05 punten |
| Marieta Ilieva                                                                                  | meerkamp individueel (v) | 98e       | kwalificatie: vloer: 96ste met 17,15 punten sprong: 69ste met 17,50 punten brug: 106de met 16,20 punten balk: 97ste met 16,35 punten totaal: 67,20 punten |
| Irina Khitrova                                                                                  | meerkamp individueel (v) | 60e       | kwalificatie: vloer: 70ste met 17,60 punten sprong: 59ste met 17,65 punten brug: 65ste met 17,60 punten balk: 54ste met 17,15 punten totaal: 70,00 punten |
| Evdokiya Pandezova                                                                              | meerkamp individueel (v) | 94e       | kwalificatie: vloer: 81ste met 17,45 punten sprong: 78ste met 17,40 punten brug: 111de met 15,85 punten balk: 69ste met 16,90 punten totaal: 67,60 punten |
| Reneta Tsvetkova                                                                                | meerkamp individueel (v) | 86e       | kwalificatie: vloer: 99ste met 17,10 punten sprong: 59ste met 17,65 punten brug: 89ste met 16,90 punten balk: 95ste met 16,45 punten totaal: 68,10 punten |
| Maya Blagoeva Elena Georgieva Marieta Ilieva Irina Khitrova Evdokiya Pandezova Reneta Tsvetkova | meerkamp team (v)        | 16e       | vloer: 16de met 87,65 punten sprong: 8ste met 89,50 punten brug: 16de met 84,40 punten balk: 14de met 84,50 punten totaal: 346,05 punten |

### Volleybal
| Olympiër | Discipline | Resultaat | Prestatie |
| --- | ---------- | --------- | --- |
| Dimiter Karov Brunko Iliev Alex Trenev Ivan Ivanov Dimiter Zlatanov Zdravko Simeonov Tsanov Tsanov Kiril Slavov Emil Vulchev Emil Trenev Luchezar Soyanov Ivan Dimitrov | zaal (m)   | 4e        | groep A: 2de W van Zuid-Korea: 3-1 (16-18, 15-6, 15-9, 15-13) W van Tsjecho-Slowakije: 3-2 (15-11, 15-11, 12-15, 14-16, 15-9) V van Sovjet-Unie: 1-3 (15-9, 10-15, 11-15, 10-15) W van Polen: 3-2 (14-16, 12-15, 15-7, 15-3, 15-10) W van Tunesië: 3-0 (15-10, 15-5, 15-7) halve finale: V van Japan: 2-3 (15-13, 15-9, 9-15, 9-15, 12-15) bronzen finale: V van Sovjet-Unie: 0-3 (11-15, 8-15, 13-15) |

| Groep A |                   |             |             |             |             |             |             |        |        |        |        |
| #       | Land              | Wedstrijden | Wedstrijden | Wedstrijden | Wedstrijden | Wedstrijden | Wedstrijden | Punten | Punten | Punten | Punten |
| #       | Land              | G           | W           | V           | SW          | SV          | SR          | SPW    | SPL    | Saldo  | Punten |
| 1       | Sovjet-Unie       | 5           | 5           | 0           | 15          | 3           | +12         | 257    | 196    | +61    | 10     |
| 2       | Bulgarije         | 5           | 4           | 1           | 13          | 8           | +5          | 294    | 235    | +59    | 9      |
| 3       | Tsjecho-Slowakije | 5           | 3           | 2           | 11          | 6           | +5          | 230    | 205    | +25    | 8      |
| 4       | Zuid-Korea        | 5           | 2           | 3           | 7           | 10          | -3          | 209    | 197    | +12    | 7      |
| 5       | Polen             | 5           | 1           | 4           | 8           | 12          | -4          | 237    | 259    | -22    | 6      |
| 6       | Tunesië           | 5           | 0           | 5           | 0           | 15          | -15         | 90     | 225    | -135   | 5      |

| Ronde          | Datum   | Plaats      | Land | Score             | Land |
| -------------- | ------- | ----------- | ---- | ----------------- | ---- |
| Groepsfase     |         |             |      |                   |      |
| 27 augustus    | München | Bulgarije   | 3-1  | Zuid-Korea        |      |
| 29 augustus    | München | Bulgarije   | 3-2  | Tsjecho-Slowakije |      |
| 31 augustus    | München | Sovjet-Unie | 3-1  | Bulgarije         |      |
| 2 september    | München | Bulgarije   | 3-2  | Polen             |      |
| 5 september    | München | Bulgarije   | 3-0  | Tunesië           |      |
| Halve finale   |         |             |      |                   |      |
| 8 september    | München | Bulgarije   | 2-3  | Japan             |      |
| Bronzen finale |         |             |      |                   |      |
| 9 september    | München | Sovjet-Unie | 3-0  | Bulgarije         |      |

### Waterpolo
| Olympiër | Discipline | Resultaat | Prestatie |
| --- | ---------- | --------- | --- |
| Bisser Naoumov Ivan Kovatchev Alexander Chpitzer Toma Tomov Plamen Brankov Mladen Khristov Nedeltcho Yordanov Vassil Tomov Andrei Konstantinov Matei Popov Lubomir Rountov | mannen     | 11e       | groep C: 4de V van Italië: 5-8 V van Sovjet-Unie: 2-7 W van Japan: 7-4 V van Spanje: 4-6 groep 7-12de plaats: V van Nederland: 2-5 V van Roemenië: 3-4 G van Australië: 4-4 G van Cuba: 4-4 |

| Groep C |             |             |             |             |             |            |            |            |        |
| #       | Land        | Wedstrijden | Wedstrijden | Wedstrijden | Wedstrijden | Doelpunten | Doelpunten | Doelpunten | Punten |
| #       | Land        | G           | W           | G           | V           | V          | T          | Saldo      | Punten |
| 1       | Sovjet-Unie | 4           | 4           | 0           | 0           | 30         | 9          | +21        | 8      |
| 2       | Italië      | 4           | 3           | 0           | 1           | 25         | 16         | +9         | 6      |
| 3       | Spanje      | 4           | 2           | 0           | 2           | 19         | 20         | -1         | 4      |
| 4       | Bulgarije   | 4           | 1           | 0           | 3           | 18         | 25         | -7         | 2      |
| 5       | Japan       | 4           | 0           | 0           | 2           | 14         | 36         | -22        | 0      |

| Ronde       | Datum   | Plaats      | Land | Score     | Land |
| ----------- | ------- | ----------- | ---- | --------- | ---- |
| Groepsfase  |         |             |      |           |      |
| 28 augustus | München | Italië      | 8-5  | Bulgarije |      |
| 29 augustus | München | Sovjet-Unie | 7-2  | Bulgarije |      |
| 30 augustus | München | Bulgarije   | 7–4  | Japan     |      |
| 31 augustus | München | Spanje      | 6-4  | Bulgarije |      |

| Groep 7-12de plaats |           |             |             |             |             |        |        |        |        |
| #                   | Land      | Wedstrijden | Wedstrijden | Wedstrijden | Wedstrijden | Punten | Punten | Punten | Punten |
| #                   | Land      | G           | W           | G           | V           | V      | T      | Saldo  | Punten |
| 1                   | Nederland | 5           | 4           | 1           | 0           | 29     | 25     | +4     | 9      |
| 2                   | Roemenië  | 5           | 4           | 1           | 0           | 25     | 18     | +7     | 7      |
| 3                   | Cuba      | 5           | 2           | 1           | 2           | 23     | 24     | -1     | 7      |
| 4                   | Spanje    | 5           | 2           | 0           | 3           | 24     | 20     | +4     | 4      |
| 5                   | Bulgarije | 5           | 0           | 2           | 3           | 15     | 17     | -2     | 2      |
| 6                   | Australië | 5           | 0           | 1           | 4           | 18     | 27     | -9     | 1      |

| Ronde       | Datum   | Plaats    | Land | Score     | Land |
| ----------- | ------- | --------- | ---- | --------- | ---- |
| Groepsfase  |         |           |      |           |      |
| 1 september | München | Nederland | 5-2  | Bulgarije |      |
| 2 september | München | Roemenië  | 4-3  | Bulgarije |      |
| 3 september | München | Australië | 4-4  | Bulgarije |      |
| 4 september | München | Cuba      | 4-4  | Bulgarije |      |

### Wielersport
| Olympiër                                                                 | Discipline                    | Resultaat | Prestatie                                            |
| Baan                                                                     | Baan                          | Baan      | Baan                                                 |
| ------------------------------------------------------------------------ | ----------------------------- | --------- | ---------------------------------------------------- |
| Dimo Angelov                                                             | tijdrit (m)                   | 6e        | 1.07,55                                              |
| Ivan Tsvetkov                                                            | individuele achtervolging (m) | 15e       | kwalificatie: 15de                                   |
| Nikifor Petrov Minchev Plamen Timchev Dimo Angelov Tonchev Ivan Tsvetkov | ploegenachtervolging (m)      | 5e        | kwalificatie: 8ste kwartfinale 4: V van FRG: 4.31,55 |

### Worstelen
| Olympiër         | Discipline  | Resultaat   | Prestatie |
| Vrije stijl      | Vrije stijl | Vrije stijl | Vrije stijl |
| ---------------- | ----------- | ----------- | --- |
| Ognyan Nikolov   | -48kg (m)   | Zilver      | 1ste ronde: G van TUR Baygin 2de ronde: W van ISR Tsobari 3de ronde: W van HUN Laták 4de ronde: V van URS Dmitriyev finale ronde: W van IRI Javadi                                                                 |
| Baju Baev        | -52kg (m)   | 17e         | 1ste ronde: G van ITA Grassi 2de ronde: V van MGL Ganbat |
| Ivan Shavov      | -57kg (m)   | 5e          | 1ste ronde: W van TUR Yildirim 2de ronde: W van PHI Tanaquin 3de ronde: W van URS Kuleshov 4de ronde: W van POL Żedzicki 5de ronde: V van JPN Yanagida 6de ronde: V van USA Sanders                                |
| Ivan Krastev     | -62kg (m)   | Brons       | 1ste ronde: W van PHI Salugta 2de ronde: W van FIN Liimatainen 3de ronde: W van HUN Szabó 4de ronde: W van ROU Coman 5de ronde: W van GUA Burge 6de ronde: G van URS Abdoelbekov finale ronde: V van TUR Akdağ     |
| Ismail Yuseinov  | -68kg (m)   | 10e         | 1ste ronde: V van URS Asjoeralijev 2de ronde: W van MGL Natsagdorj 3de ronde: W van CUB Quintero 4de ronde: V van TUR Şahin                                                                                        |
| Yancho Pavlov    | -74kg (m)   | 4e          | 1ste ronde: W van FRA Robin 2de ronde: W van LIB Hani 3de ronde: W van MGL Sereeter 4de ronde: W van SUI Blaser 5de ronde: W van GDR Nitschke 6de ronde: V van USA Wells                                           |
| Ivan Iliev       | -82kg (m)   | 9e          | 1ste ronde: W van CAN Hyrb 2de ronde: V van GDR Stottmeister 3de ronde: vrij 4de ronde: V van JPN Sasaki |
| Rusi Petrov      | -90kg (m)   | 4e          | 1ste ronde: W van GBR Grinstead 2de ronde: W van TUR Güçlü 3de ronde: W van FRA Grangier 4de ronde: V van GDR Spindler 5de ronde: vrij 6de ronde: V van USA Peterson                                               |
| Vasil Todorov    | -100kg (m)  | 4e          | 1ste ronde: W van GDR Bachmann 2de ronde: W van TUR Yildirim 3de ronde: W van ITA Tamussin 4de ronde: G van POL Długosz 5de ronde: V van HUN Csatári                                                               |
| Osman Duraliev   | +100kg (m)  | Zilver      | 1ste ronde: W van GDR Germer 2de ronde: W van HUN Maróthy 3de ronde: W van TUR Yilmaz 4de ronde: vrij 5de ronde: V van USA Taylor finale ronde: V van URS Medved                                                   |
| Grieks-Romeins   |             |             | |
| Stefan Angelov   | -48kg (m)   | Brons       | 1ste ronde: W van URS Zubkov 2de ronde: W van SWE Svensson 3de ronde: W van HUN Seres 4de ronde: W van ITA Calafiore 5de ronde: W van JPN Ishida 6de ronde: V van IRI Aliabadi finale ronde: V van ROU Berceanu    |
| Petar Kirov      | -52kg (m)   | Goud        | 1ste ronde: W van IRI Houryar 2de ronde: W van MAR Karmous 3de ronde: W van POL Michalik 4de ronde: W van MGL Mönk-Ochir 5de ronde: W van TCH Zeman 6de ronde: W van ITA Bognanni finale ronde: W van JPN Hirayama |
| Hristo Traikov   | -57kg (m)   | 5e          | 1ste ronde: W van YUG Čović 2de ronde: W van URS Kazakov 3de ronde: W van ITA Scuderi 4de ronde: W van POL Lipień 5de ronde: W van ROU Baciu 6de ronde: W van FRG Veil                                             |
| Georgi Markov    | -62kg (m)   | Goud        | 1ste ronde: W van PHI Salugta 2de ronde: W van TUR Alakoç 3de ronde: W van BEL van Landeghem 4de ronde: W van FIN Laakso 5de ronde: W van GRE Mygiakis 6de ronde: vrij                                             |
| Stoyan Apostolov | -68kg (m)   | Zilver      | 1ste ronde: W van FIN Lavonen 2de ronde: W van IRI Dalirian 3de ronde: W van GDR Göpfert 4de ronde: W van DEN Weirum 5de ronde: V van URS Khisamoetdinov 6de ronde: W van FRG Schöndorfer                          |
| Ivan Kolev       | -74kg (m)   | 4e          | 1ste ronde: W van TCH Macha 2de ronde: W van TUR Türüt 3de ronde: V van FRG Schröter 4de ronde: W van SWE Karlsson 5de ronde: W van FRA Robin                                                                      |
| Kiril Dimitrov   | -82kg (m)   | 8e          | 1ste ronde: W van GDR Hartmann 2de ronde: W van DEN Pedersen 3de ronde: V van URS Nazarenko 4de ronde: V van HUN Hegedűs                                                                                           |
| Stoyan Ivanov    | -90kg (m)   | 12e         | 1ste ronde: V van HUN Pércsi 2de ronde: V van POL Kwieciński |
| Hristo Ignatov   | -100kg (m)  | 8e          | 1ste ronde: G van SWE Svensson 2de ronde: W van FIN Mäenpää 3de ronde: V van ROU Martinescu 4de ronde: W van NOR Hem 5de ronde: V van URS Yakovenko                                                                |
| Aleksandar Tomov | +100kg (m)  | Zilver      | 1ste ronde: W van POL Wojda 2de ronde: V van URS Rosjtsjin 3de ronde: vrij 4de ronde: W van YUG Semeredi finale ronde: G van ROU Dolipschi                                                                         |

### Zwemmen
| Olympiër         | Discipline           | Resultaat | Prestatie               |
| ---------------- | -------------------- | --------- | ----------------------- |
| Angel Chakarov   | 100m schoolslag (m)  | 30e       | serie 6: 6de in 1.10,34 |
| Angel Chakarov   | 200m schoolslag (m)  | 19e       | serie 4: 3de in 2.30,27 |
| Vasil Dobrev     | 100m vlinderslag (m) | 27e       | serie 5: 7de in 1.00,07 |
| Vasil Dobrev     | 200m vlinderslag (m) | 22e       | serie 1: 7de in 2.11,28 |
|                  |                      |           |                         |
| Khriska Peycheva | 100m vrije slag (v)  | 43e       | serie 6: 7de in 1.03,43 |

Afghanistan · Albanië · Algerije · Amerikaanse Maagdeneilanden · Argentinië · Australië · Bahama's · Barbados · België · Bermuda · Birma · Bolivia · Bondsrepubliek Duitsland · Brazilië · Brits-Honduras · Bulgarije · Canada · Ceylon · Chili · Colombia · Congo-Brazzaville · Costa Rica · Cuba · Dahomey · Denemarken · Dominicaanse Republiek · Duitse Democratische Republiek · Ecuador · Egypte · El Salvador · Ethiopië · Fiji · Filipijnen · Finland · Frankrijk · Gabon · Ghana · Griekenland · Groot-Brittannië · Guatemala · Guyana · Haïti · Hongarije · Hongkong · Ierland · IJsland · India · Indonesië · Iran · Israël · Italië · Ivoorkust · Jamaica · Japan · Joegoslavië · Kameroen · Kenia · Khmerrepubliek · Koeweit · Lesotho · Libanon · Liberia · Liechtenstein · Luxemburg · Madagaskar · Malawi · Maleisië · Mali · Malta · Marokko · Mexico · Monaco · Mongolië · Nederland · Nederlandse Antillen · Nepal · Nicaragua · Nieuw-Zeeland · Niger · Nigeria · Noord-Korea · Noorwegen · Oeganda · Oostenrijk · Opper-Volta · Pakistan · Panama · Paraguay · Peru · Polen · Portugal · Puerto Rico · Roemenië · San Marino · Saoedi-Arabië · Senegal · Singapore · Soedan · Somalië · Sovjet-Unie · Spanje · Suriname · Swaziland · Syrië · Taiwan · Tanzania · Thailand · Togo · Trinidad en Tobago · Tsjaad · Tsjecho-Slowakije · Tunesië · Turkije · Uruguay · Venezuela · Verenigde Staten · Vietnam · Zambia · Zuid-Korea · Zweden · Zwitserland